# Albă mustoasă
Albă mustoasă este un vechi soi românesc de struguri albi foarte răspândit în trecut mai ales în Basarabia.
Soi alb de vin cu maturare în epoca a treia (15-31 august). Strugurii de mărime peste medie, foarte compacți, foarte sensibili la descompunere și la bolile criptogamice. Boabele erau sferice, de culoare verzuie, transparente și cu puțină pruină.